# Yaylaaltı, Posof
Yaylaaltı là một xã thuộc huyện Posof, tỉnh Ardahan, Thổ Nhĩ Kỳ. Dân số thời điểm năm 2010 là 37 người.